# 原生指令排序

本圖闡述一顆硬碟在沒有NCQ及有NCQ的存取順序分別。兩顆硬碟所要求的內容順序均為1、2、3、4，但NCQ硬碟可以透過改變讀寫次序而增加效率。

原生命令佇列（簡稱：NCQ），原先是改善伺服器硬碟存取控制技術，應用在SCSI和SATA 1.0/2.0/3.0介面硬碟讀寫加速技術，其介面開啟磁碟陣列RAID亦能加速。透過硬碟韌體、硬碟控制器以及作業系統三者的互相配合，改善硬碟內部磁區的讀取順序，可以提高硬碟效能，亦能夠輕微減輕硬碟損耗的速率。NCQ對用於伺服器上的硬碟的效率提昇尤為明顯。

## 原理
一般硬碟使用的硬碟格式通常為Windows 98核心所使用的FAT32系列，或是Windows NT所使用的NTFS，此種硬碟格式在存取資料時，時常會出現散亂的情況，導致一個文件被不規則的分散成許多的區塊存放於磁盤上面，時間一久，文件散亂的程度會日趨嚴重，由於傳統的硬碟讀取方式，會從文件的開頭依序讀取到結尾，若文件散亂的程度愈嚴重，則讀取頭需要來回移動的距離就越長，導致硬碟讀寫效能逐漸下降。一旦發生這樣的問題，解決方案便是使用磁碟重組軟體來進行硬碟重組，將散亂的文件重新排列為連續的區塊，但由於執行磁碟重組可能會需要搬動大量的磁碟區塊，如果太常執行磁碟重組，除了會提高系統負載，亦將會縮短磁碟機的使用壽命，NCQ即為了解決此種情況而誕生。NCQ的概念原本是應用在伺服器上常見的SCSI介面上，在SCSI的規格中即包含此項技術，只是不叫做NCQ，將此項技術經過些許修改後稱為NCQ，並將其應用在SATA介面上，後來的SAS介面也支持此項技術。啟用NCQ技術的硬碟，在讀取文件時，會依照文件在硬碟上的分佈，將存取的順序作最有效率的排序，以減少機械臂移動的距離，進而達到省時以及延長硬碟壽命的效果。

## 優勢
於SATA II NCQ協定中，新增3個功能，分別是：
- 无竞争状态返回机制（Race-free status return mechanism）：
硬碟在完成任一指令後，可以無須再進行Handshake即可繼續另一個指令，以便讓多個指令快速接序或同時執行。
- 中断聚合（Interrupt aggregation）：
硬碟由於以NCQ模式執行多個指令，所以原本每一個指令完成後必須中斷（interrupt）以便讓系統接續處理的模式，轉成可以在多個指令完成後再一次提出（interrupt），故介面控制器（host controller）對於多個指令只須處理一次中斷即可。
- First party (第一方）DMA（FPDMA）：
當硬碟完成資料讀取後，無須靠host controller的DMA動作取得特定記憶體位置，而是由硬碟本身建立DMA安装FIS（Frame Information Structure；框架信息结构）直接對主控送出記憶體存取通知，如此無須驅動程式的運作，可以有效提升存取效率。

## 條件
開啟NCQ，除硬碟本身必須支持NCQ外，作業系統（OS）與介面控制器（controller）的支持也是不可或缺的條件。舉例說，在Microsoft Windows平台上，從Windows Vista開始才支持NCQ，而Windows XP若要使用NCQ，則要額外安裝支持軟件。

## 支持晶片
（舊資料）
以下是支持NCQ的硬碟控制器，曾经被广泛使用，然而一些现在已经被淘汰:
- JMicron
  - JMB360
  - JMB361
  - JMB362
  - JMB363
  - JMB365
  - JMB366
- Silicon Image
  - SiI 3124
  - SiI 3132
  - SiI 3531
- nVIDIA
  - nForce 4 Ultra, nForce 4 SLI
  - nForce 410
  - nForce 430
  - nForce 550
  - nForce 570 Ultra, nForce 570 SLI
  - nForce 590 SLI
  - nForce 650i Ultra, nForce 650i SLI
  - nForce 680i SLI
  - nForce 780i SLI
- Intel  （页面存档备份，存于）
  - ESB2
  - ICH6M, ICH6R
  - ICH7DH, ICH7M, ICH7MDH, ICH7R
  - ICH8DH, ICH8DO, ICH8M, ICH8M-E, ICH8R
  - ICH9DO, ICH9M, ICH9M-E, ICH9R
  - ICH10D, ICH10DO, ICH10R
  - 5 Series
  - 6 Series
  - 7 Series
  - 3400 Series
- VIA
  - VT 8237S
  - VT 8251
- ATI
  - SB 600
  - SB 700
  - SB 750
- ALi／ULi
  - M1573
  - M1575
  - M1567
  - M1697
- SiS
  - SiS966/SiS966L
  - SiS968
- Marvell
  - 88SE9130

## 參看
- TCQ（Tagged Command Queuing）
- Intel組合儲存技術軟件（Intel Matrix Storage Manager）